# Kohima (distrikt)
Kohīma är ett distrikt i Indien.   Det ligger i delstaten Nagaland, i den östra delen av landet, 1 700 km öster om huvudstaden New Delhi. Antalet invånare är 267 988.
Följande samhällen finns i Kohīma:
- Kohima